# خميس بن جمعة (مسلسل)
خميس بن جمعة هو مسلسل تم إنتاجه في السعودية. بدأ عرضه في سنة 2014 على روتانا خليجية. كما بلغ عدد حلقاته 30 حلقة، وتبلغ مدة الحلقة الواحدة 29 دقيقة. وهو من إخراج محمد العوالي. تم بث المسلسل لأول مرة بتاريخ 1 رمضان 1435.

## بطولة
- فايز المالكي
- محمد المنصور
- سعاد علي
- فخرية خميس
- راشد الشمراني
- حمد المزيني
- عوض عبد الله
- عبدالله عسيري
- عبد العزيز السكيرين
- طلال فلاته
- أغادير السعيد
- عبدالرحيم الشربجي

## القصة
يعد مسلسل (خميس بن جمعة) عملا اجتماعيا كوميديا، تدور حلقاته المتصلة المنفصلة حول معالجة عدد من القضايا والمشكلات الاجتماعية السعودية والخليجية والعربية، من خلال كوميديا الموقف، والأحداث التي يتعرض لها أبطال العمل.